# Frank Steffen (Politiker)
Frank Steffen (* 8. April 1971 in Beeskow, DDR) ist ein deutscher Politiker (SPD). Er wurde am 14. Mai 2023 zum Landrat des brandenburgischen Landkreises Oder-Spree gewählt.

## Leben
Frank Steffen absolvierte von 1987 bis 1990 im EKO Eisenhüttenstadt eine Berufsausbildung mit Abitur zum Instandhaltungsmechaniker. Nach einem Jahr Zivildienst studierte er von 1991 bis 1994 an der Fachhochschule für öffentliche Verwaltung Nordrhein-Westfalen in Düsseldorf mit dem Abschluss Diplom-Verwaltungswirt (FH). Später, von 2003 bis 2005, absolvierte er berufsbegleitend noch ein Aufstiegsstudium an der Verwaltungsakademie Berlin mit erfolgreichem Abschluss.

## Politik
Steffen ist seit Anfang der 1990er Jahre in der Kommunalpolitik tätig. 1990 war er der jüngste Abgeordnete im Landkreis Beeskow. Von 1994 bis 1999 war er Leiter des Kreistagsbüros und dann bis 2003 Büroleiter der Landräte Manfred Zalenga und Rolf Lindemann des Landkreises Oder-Spree. Von 2003 bis 2010 war er Amtsleiter Personal und Service beim Landkreis Oder-Spree. Im Oktober 2009 wurde er zum Bürgermeister von Beeskow gewählt (Amtsantritt: 1. März 2010) und 2018 wiedergewählt.
Steffen ist als Schatzmeister Mitglied des Landesvorstandes der SPD (Stand: November 2021) sowie Vorsitzender der SPD in Oder-Spree.
Am 14. Mai 2023 setzte er sich in der Stichwahl (2. Wahlgang) zum Landrat des Landkreises Oder-Spree mit 52,4 % nur knapp gegen den AfD-Bewerber Rainer Galla durch, hinter dem er im 1. Wahlgang noch zurückstehen musste. Er tritt das Amt am 1. August 2023 an.
Kulturell engagiert sich Steffen im Vorstand des Fördervereins Burg Beeskow e. V. und ist Gründungsmitglied des Musikmuseums Beeskow.

## Privates
Frank Steffen ist verheiratet, hat vier Kinder und lebt im Beeskower Ortsteil Kohlsdorf.